# The Lord of the Rings: War in the North
The Lord of the Rings: War in the North är ett action- och datorrollspel av Snowblind Studios. Spelets handling är baserat på händelserna under Ringens krig i J.R.R Tolkiens bok [[Sagan om 
Ringen]]. Spelaren tar rollen som en utbygdsjägare, en dvärg och en alv, som tillsammans utför en lång och mödosam resa till norra Midgård med uppdraget att avvärja och förgöra Saurons norra arméer, som inom kort inleder ett stort angrepp mot Midgårds fria folk.
Spelets släpptes i november 2011 runt om i världen.

## Röstskådespelare
- Nolan North - Eradan, Nordri
- Laura Bailey - Andriel
- John Cygan - Farin
- Fred Tatasciore - Agandaûr
- John Patrick Lowrie - Beleram, Galar
- Keith Szarabajka - Úrgost
- Liam O'Brien - Baranthor, Elladan och Elrohir
- Brandon Murray - Armenel
- Ike Amadi - Gwaihir, Gorin
- Chris Edgerly - Aragorn
- Peter Jessop - Halbarad
- Jim Piddock - Elrond, Bilbo Bagger
- Tom Kane - Gandalf
- Yuri Lowenthal - Frodo Bagger, Glorhirin
- Eric Lopez - Häxmästaren av Angmar
- Jim Meskimen - Bruni, Barliman Butterbur
- Courtenay Taylor - Arwen, Saenathra
- Crispin Freeman - Legolas
- Bob Joles - Gimli
- Steve Blum - Gloin, Maradan, Southerner
- Phil Proctor - Radagast
- Jennifer Hale - Idonna Bellflower
- Richard Steven Horvitz - Adalgar Oldbank
- Barry Ellis - Tedder Hedgerow, Wulfrum
- Kim Mai Guest - Silanna
- Jon Olson - Tharzog
- Mike Madeoy - Grof
- Jem Taylor - Silanna
- Paula Tiso - Elaure